# Wigéric (évêque de Metz)
Pour les articles homonymes, voir Wigéric.
Vigeric ou Wigéric a été évêque de Metz de 917 à  927. Il a été prieur puis abbé de Gorze de 912 à 923. En 923 Vigeric, proche du roi Raoul de France, ne veut pas reconnaitre l'autorité de  Henri Ier de Germanie. Celui-ci conduit le siège de Metz pendant 3 ans avec l'archevêque Roger de Trêves et le comte Gislebert de Lotharingie. Vigeric  est obligé de se soumettre. Il est mort le 19 février 927 et a été enterré à l'abbaye de Cluny.